# Храм Сергия Радонежского (Рыбачий)
Храм Преподобного Сергия Радонежского (бывшая Росситтенская кирха) — православный храм в посёлке Рыбачьем Зеленоградского городского округа Калининградской области. Относится к Калининградской епархии Русской Православной Церкви. Расположен в бывшем здании лютеранской кирхи.

## История
В 1860-х годах лютеранская община посёлка Росситтен начала сбор средств на новую церковь, которая была заложена в 1872 году на новой улице Кирхенштрассе (улица Церковная). Освящение кирхи по лютеранскому обряду состоялось 23 сентября 1873 года. Автор проекта здания — королевский архитектор Штюлер Фридрих Август. Стиль — неороманский. Строительство закончено архитектором Тишлером (Tischler) в 1873 году. Здание отличается от традиционной кирочной постройки базиликальной формой с полукруглой апсидой с одной стороны и нестандартной колокольней на фронтоне с другой стороны в духе архитектурной стилистики Штюлера. В апсиде 5 оконных проемов были закрыты цветными витражами. Внутреннее убранство было достаточно простым: алтарная часть находилась в апсиде, а справа была кафедра. Внутренний декор храма был украшен масляной живописью. В церкви имелось алтарное изображение XVIII века с изображением распятия, оно было получено в дар от Трагхаймской кирхи Кенигсберга. Из кирхи Кунцена, засыпанной наступлением дюнных песков в 1812 году, была перенесена оловянная чаша для причастия. В середине XX века община, вместе с жителями посёлка Пилькопен (ныне поселок Морское), насчитывала 965 прихожан. Последнее лютеранское богослужение состоялось в воскресенье 4 февраля 1945 года.
По окончании войны в здании бывшей кирхи некоторое время размещался мукомольный цех, позднее здесь была устроена сетевязалка рыбколхоза. Для установки центральной лебедки было пробито большое отверстие в алтарной части.
В 1991 году здание было передано православной общине посёлка Рыбачий. В здании провели капитальный ремонт и соорудили балкон для клироса. Начала работать воскресная школа. По православному обряду храм был освящён митрополитом Смоленским и Калининградским Кириллом 8 октября 1992 года во имя святого преподобного Сергия Радонежского.
В 2007 году зданию присвоили статус объекта культурного наследия регионального значения.

## Список настоятелей
- иерей Алексий (1992—1997);
- иерей Олег (Онищук) (1998—2001);
- иерей Евгений (Ерохов) (2002—2010);
- иерей Дионисий (Кориченков) (2010—2011);
- иерей Сергий (Василевский) — (2011[9][10]-2020);
- настоятель храма о. Вячеслав (Климушев)  с 2021 г.[11]